# Alexander Bolaños
Alexander David Bolaños Casierra (Esmeraldas, 23 de mayo de 1994) es un futbolista ecuatoriano que juega como delantero.

## Trayectoria
Debutó profesionalmente en Colo-Colo, donde hizo las divisiones inferiores. También formó parte de la selección ecuatoriana sub-20, que participó en el Campeonato Sudamericano Sub-20 2019, que se disputó precisamente en Chile, donde su selección se coronó campeón.
Después de su paso por Chile regresó a Ecuador para vestir la camiseta de Barcelona Sporting Club, que lo cedió al Águilas de Santo Domingo y al Atlético Santo Domingo, equipo de Serie B.
En 2022 jugó para el Deportes Concepción de Chile donde marcó tres goles en 15 partidos. En febrero de 2023 firmó por un año con Técnico Universitario de la Serie A de Ecuador; fue una de las figuras del equipo siendo uno de los goleadores con siete goles, por lo que extendió su vínculo con el club por cuatro años. A fines de 2023 fue transferido al Independiente del Valle por cuatro temporadas.

## Controversias
El 19 de julio de 2024, el club Independiente del Valle rescindió el contrato del jugador, tras descubrir que había falsificado su nombre y edad. Esta decisión se tomó después de que se confirmara la falsificación en los documentos presentados por el jugador. La Federación Ecuatoriana de Fútbol le aplicó una suspensión de 3 años.

## Selección nacional

### Categorías inferiores

#### Participaciones en Sudamericanos
| Campeonato                              | Sede     | Resultado    | Partidos | Goles |
| --------------------------------------- | -------- | ------------ | -------- | ----- |
| Sudamericano Sub-20 de 2019             | Chile    | Campeón      | 4        | 0     |
| Preolímpico Sudamericano Sub-23 de 2020 | Colombia | Primera fase | 2        | 0     |

## Estadísticas

### Clubes
Actualizado al último partido disputado el 18 de mayo de 2024.
| Club                              | Div.          | Temporada     | Liga  | Liga  | Copas nacionales | Copas nacionales | Copas internacionales | Copas internacionales | Total | Total |
| Club                              | Div.          | Temporada     | Part. | Goles | Part.            | Goles            | Part.                 | Goles                 | Part. | Goles |
| --------------------------------- | ------------- | ------------- | ----- | ----- | ---------------- | ---------------- | --------------------- | --------------------- | ----- | ----- |
| Anaconda F. C. · Ecuador          | 3.ª           | 2015          | 2     | 1     | —                | —                | —                     | —                     | 2     | 1     |
| Anaconda F. C. · Ecuador          | Total club    | Total club    | 2     | 1     | 0                | 0                | 0                     | 0                     | 2     | 1     |
| Colo-Colo · Chile                 | 1.ª           | 2016          | 0     | 0     | 0                | 0                | —                     | —                     | 0     | 0     |
| Colo-Colo · Chile                 | 1.ª           | 2017          | 0     | 0     | 0                | 0                | —                     | —                     | 0     | 0     |
| Colo-Colo · Chile                 | 1.ª           | 2018          | 2     | 0     | 0                | 0                | —                     | —                     | 2     | 0     |
| Colo-Colo · Chile                 | Total club    | Total club    | 2     | 0     | 0                | 0                | 0                     | 0                     | 2     | 0     |
| Águilas · Ecuador                 | 3.ª           | 2019          | 5     | 2     | —                | —                | —                     | —                     | 5     | 2     |
| Águilas · Ecuador                 | 3.ª           | 2021          | 4     | 1     | —                | —                | —                     | —                     | 4     | 1     |
| Águilas · Ecuador                 | Total club    | Total club    | 9     | 3     | 0                | 0                | 0                     | 0                     | 9     | 3     |
| Barcelona S. C. · Ecuador         | 1.ª           | 2020          | 12    | 0     | —                | —                | 2                     | 0                     | 14    | 0     |
| Barcelona S. C. · Ecuador         | Total club    | Total club    | 12    | 0     | 0                | 0                | 2                     | 0                     | 14    | 0     |
| Atlético Santo Domingo · Ecuador  | 2.ª           | 2021          | 6     | 0     | —                | —                | —                     | —                     | 6     | 0     |
| Atlético Santo Domingo · Ecuador  | Total club    | Total club    | 6     | 0     | 0                | 0                | 0                     | 0                     | 6     | 0     |
| Deportes Concepción · Chile       | 3.ª           | 2022          | 14    | 3     | 1                | 0                | —                     | —                     | 15    | 3     |
| Deportes Concepción · Chile       | Total club    | Total club    | 14    | 3     | 1                | 0                | 0                     | 0                     | 15    | 3     |
| Técnico Universitario · Ecuador   | 1.ª           | 2023          | 24    | 7     | —                | —                | —                     | —                     | 24    | 7     |
| Técnico Universitario · Ecuador   | Total club    | Total club    | 24    | 7     | 0                | 0                | 0                     | 0                     | 24    | 7     |
| Independiente del Valle · Ecuador | 1.ª           | 2024          | 9     | 2     | 0                | 0                | 3                     | 0                     | 12    | 2     |
| Independiente del Valle · Ecuador | Total club    | Total club    | 9     | 2     | 0                | 0                | 3                     | 0                     | 12    | 2     |
| Total carrera                     | Total carrera | Total carrera | 78    | 16    | 1                | 0                | 5                     | 0                     | 84    | 16    |
| 1. 2.                             |               |               |       |       |                  |                  |                       |                       |       |       |

## Palmarés

### Campeonatos provinciales
| Título                        | Club           | Provincia | Año  |
| ----------------------------- | -------------- | --------- | ---- |
| Segunda Categoría de Orellana | Anaconda F. C. | Orellana  | 2015 |

### Campeonatos nacionales
| Título             | Club            | Año  |
| ------------------ | --------------- | ---- |
| Serie A de Ecuador | Barcelona S. C. | 2020 |

### Campeonatos internacionales
| Título                                   | Equipo         | Sede  | Año  |
| ---------------------------------------- | -------------- | ----- | ---- |
| Campeonato Sudamericano de Fútbol Sub-20 | Ecuador Sub-20 | Chile | 2019 |

## Vida privada
Es primo de los también futbolistas ecuatorianos Álex Bolaños y Miler Bolaños.  